# Distretto municipale di Nzema Est
Il distretto di Nzema Est (ufficialmente Nzema East District, in inglese) è un distretto della Regione Occidentale del Ghana.